# 米家
米家（MIJIA）是小米科技（后改组为小米集团）于2016年3月29日创建的子品牌，其产品主要定位智能家居，即以物联网为基础的智能硬件终端，同时亦有部分不连接物联网的大众消费产品。
米家品牌产品一般由小米授权给小米生态链企业，由这些企业负责设计制造。截至2021年二季度末，基于米家品牌物联网设备而构建的MIOT物联网平台已在全球各地有超过3.74亿台联网设备（不含智能手机和个人电脑），已成为全球最大的物联网平台。

## 产品分类

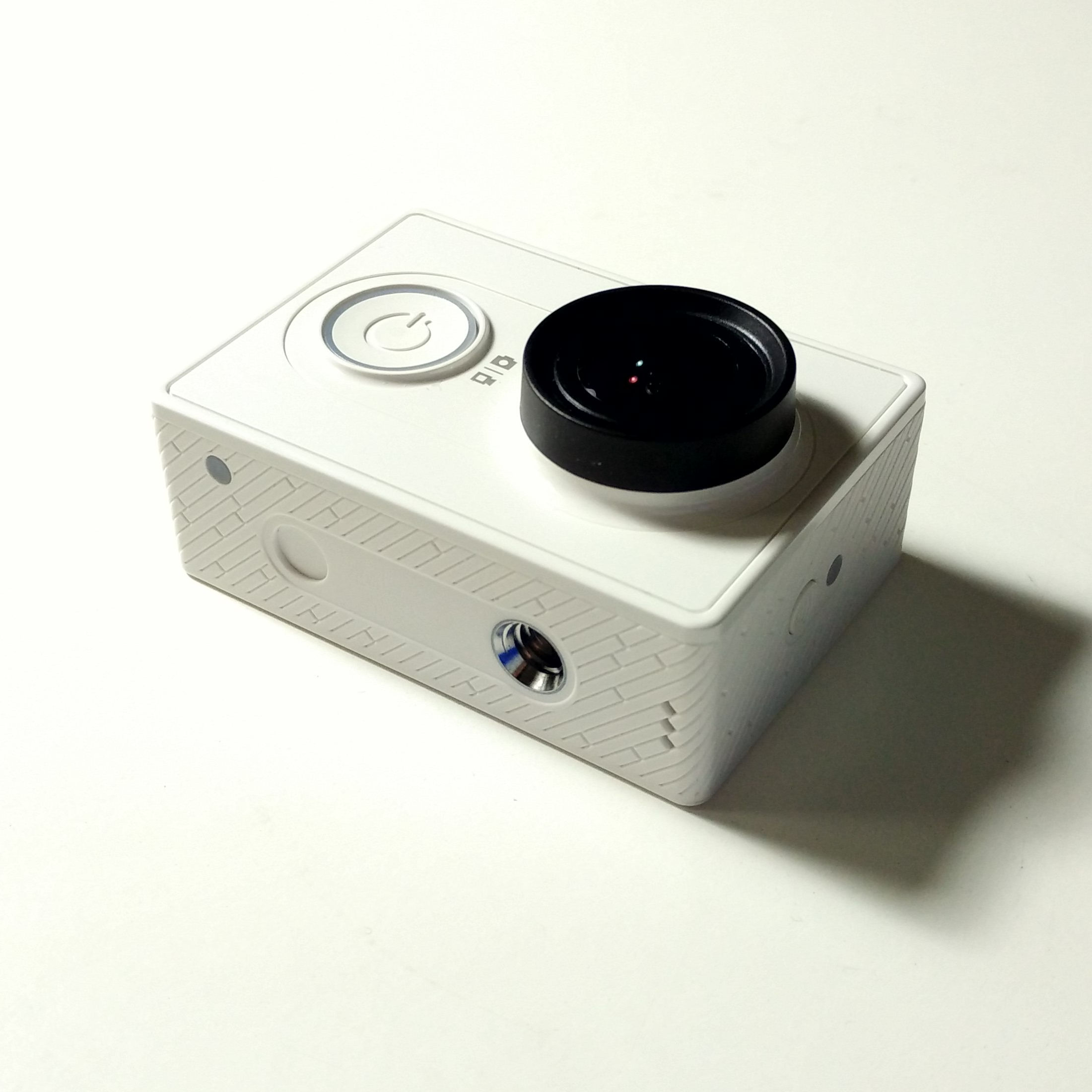

米家品牌产品主要包含智能家电（含大家电、小家电）、智能安防、智能家装、智能自动化控制硬件、智能灯具、智能娱乐类设备等。
小米旗下所有可联网智能硬件设备均使用米家APP激活及控制，它利用无线网络（含WLAN、zigbee、mesh等协议）和蓝牙建立手机与智能家居产品的连接。它曾因与谷歌家庭不兼容受到了批评。